# Oreneta de collar negre
L'oreneta de collar negre (Pygochelidon melanoleuca; syn: Atticora melanoleuca) és una espècie d'ocell de la família dels hirundínids (Hirundinidae). Habita als boscos prop de rius, roques i cascadesde l'est de Colòmbia, sud i sud-est de Veneçuela, Guaiana i Brasil amazònic i central cap al sud fins al nord de Mato Grosso. El seu estat de conservació es considera de risc mínim.

## Taxonomia
Anteriorment aquesta espècie estava classificada en el gènere Atticora. Però fou traslladada al ressuscitat gènere Pygochelidon en base a un estudi filogenètic publicat el 2005.